# Sintenbuurt
Sintenbuurt is een buurt in het stadsdeel Stratum in de stad Eindhoven, in de Nederlandse provincie Noord-Brabant. Op 1 januari 2023 telde de buurt 1.900 inwoners, verdeeld over 956 woningen, met een gemiddelde WOZ-waarde van € 360.000, op een oppervlakte van 0,26 km².
De buurt behoort tot de wijk Putten, waartoe de volgende buurten behoren:
- Poeijers
- Burghplan
- Sintenbuurt (Bonifaciuslaan)
- Tivoli
- Gijzenrooi
- Nieuwe Erven
- Kruidenbuurt
- Schuttersbosch
- Leenderheide
- Riel

De wijk Sintenbuurt staat ook wel bekend als Bonifaciuslaan. De wijknaam verwijst naar de vele straat namen die vernoemd zijn naar Katholieke Heiligen, die aangeduid worden met “Sint”. Willem Marinus Dudok tekende (waarschijnlijk in 1947) het stedebouwkundig ontwerp van de noordwestelijke helft, tussen Piuslaan, Heezerweg, Sint Gerlachstraat en Sint Bonifaciuslaan.